# Cynthia Abma
Cynthia Abma (Rotterdam, 31 mei 1969) is een Nederlandse actrice en presentatrice. Ze speelde onder meer de rol van Anja Jansen in Spijkerhoek, Marit Heydecoper in De Erfenis en Bianca Bouwhuis in Goede tijden, slechte tijden. Ze speelde in vele films.

## Carrière
Abma volgde een opleiding aan het Faculteit Drama van de Hogeschool voor de Kunsten in Utrecht. Naast haar opleiding volgde ze ook acteerlessen bij het Lee Strasberg Theatre Institute en de HB Studio in New York. Abma maakte in 1990 met een gastrol in 12 steden, 13 ongelukken haar televisiedebuut. Niet veel later kreeg ze tussen 1991 en 1993 een rol als Anja Jansen in de dramaserie Spijkerhoek.
Naast haar rol in Spijkerhoek bemachtigde Abma een terugkerende rol in de succeskomedie Vrienden voor het leven, waarin ze samen met oud-collega en vriendin Mary-Lou van Stenis te zien was. De serie werd in 1995 stopgezet, maar werd nog veel herhaald. Naast haar rollen in Vrienden voor het leven en Spijkerhoek speelde Abma ook gastrollen in Flodder en SamSam. In de zomer van 1994 werd ze gecast voor de rol van Rietje Verdonk in de met een Gouden Televizierring bekroonde dramaserie Vrouwenvleugel. Voor de opnames bracht Abma een aantal weken door in Luxemburg. Niet veel later werd de serie stopgezet na drie seizoenen.
In 1996 speelde Abma samen met onder anderen Kees Brusse en Hidde Maas een hoofdrol in de door Stephan Brenninkmeijer geregisseerde speelfilm Tasten in het Duister. Na deze speelfilm maakte Abma eind jaren negentig diverse gastoptredens in dramaseries als Ben zo terug en Duidelijke taal!. In 2002 speelde ze een hoofdrol in de SBS6-serie Luifel & Luifel, naast o.a. Cas Jansen. In de zomer van 2003 werkte Abma mee aan de dramaserie De Erfenis, waarvoor gedraaid werd op het eiland Curaçao. De serie was in het voorjaar van 2004 een groot succes. Er waren plannen voor een tweede seizoen, maar daar werd later van afgezien. In de eerste decennia van de eenentwintigste eeuw vulde Abma haar curriculum vitae aan met gastrollen in onder andere Westenwind, Costa!, Koppels en Spoorloos verdwenen.
Naast haar werkzaamheden als actrice was Abma ook een aantal keer te zien als presentatrice. Voor RTL 5 presenteerde ze tussen 2006 en 2008 het verbouwingsprogramma Vrienden houden Huis. In 2008 maakte Abma de overstap naar RTL 4, waar ze samen met Koert-Jan de Bruijn het laatste seizoen van het vakantieprogramma Bestemming Nederland presenteerde. Na het stopzetten van Bestemming Nederland wordt ze gevraagd voor het programma 4ME. In 2010 besluit ze te stoppen en ze wordt opgevolgd door Nada van Nie.
Van 2000 tot oktober 2007 was Abma als mevrouw Van Stee een van de vaste gezichten van energiebedrijf Essent, in wat een van de langstlopende series commercials in Nederland is geworden. Ook in het theater is Abma regelmatig te vinden in de cabareteske familievoorstelling Petrov met cabaretgroep Niet Schieten!, onder regie van Hetty Heijting. Maar ook in de voorstellingen die zij zelf initieerde, bijvoorbeeld Bedscènes II voor de Rotterdamse Schouwburg. Met de voorstellingen Vuilnis, Bedscènes I, Bonanza Grrrls en Tuppergrrrls reisde zij vier jaar mee met theaterfestival De Parade. Daartegenover staan dramarollen in Fassbinders Bremer Freiheit en Nachtlicht en speelde zij bij theatergroep Bonheur.
In navolging van acteurs als Ruben Lürsen en Marjolein Keuning accepteert Abma een rol in de soapserie Goede tijden, slechte tijden, waar ze al eerder in te zien was als Lianne, het vriendinnetje van John Alberts in 1991. Het bleef toentertijd bij een gastrol van drie afleveringen. Samen met Joep Sertons, Raynor Arkenbout en Guido Spek vormde Abma het gezin Bouwhuis. Op 24 september 2013 maakte Abma bekend te stoppen met de rol van Bianca Bouwhuis. In plaats daarvan werd ze presentatrice van ShowVandaag op SBS6. De laatste aflevering waarin ze als Bianca te zien was, werd uitgezonden op 11 oktober. Toen haar personage in december terugkeerde in de serie, was dat overgenomen door Elvira Out.

### Privé
Abma is gehuwd en heeft twee zonen.

## Filmografie

### Televisie
onder andere:
- 12 steden, 13 ongelukken - Sabine (1990)
- Spijkerhoek - Anja Jansen (1991-1993)
- Vrienden voor het leven - Barbara 'Babs' (1991-1993)
- Goede tijden, slechte tijden - Lianne, vriendin van John (1991)
- Flodder - Maria (afl. De Vondeling, 1993)
- Medisch Centrum West - Judith (1993)
- Flodder - Secretaresse verzekeraar (afl. Doodziek, 1994)
- 12 steden, 13 ongelukken - Eefke (afl. Een beetje geluk, 1994)
- SamSam - Politieagente (afl. Laat je rijden, Zonder geld begin je niks, 1995)
- Vrouwenvleugel - Rietje Verdonk (1995)
- Westenwind - Jolien Struik (2002)
- Luifel & Luifel - Daan Haverman (2002)
- De Erfenis - Marit Heydecoper (2004)
- Kleine Pauze - Miep Kroon (2005)
- Costa! - Maria (2004)
- Shouf Shouf de serie - zus van Chantal (afl. Missing man 2006)
- Spoorloos verdwenen - Barbara Pronk (2007)
- Goede tijden, slechte tijden - Bianca Bouwhuis (2010-2013)
- Gooische Frieten - Presilla Drooglever-Fortuyn
- Flikken Maastricht - Secretaresse Tess (afl. Ontspoord, 2011)
- Hollands Hoop - Anna Bullema (2014–2020)
- Bluf - Anna
- Voetbalmeisjes - Moeder Jessica (2015)
- Flikken Rotterdam - Hanneke van Dijk (2016-2018)
- Sint & co - Pietza de keukenpiet (2016)
- Weemoedt - Lizzy van Looijen (2016)
- La Famiglia - klant (2016)
- Moordvrouw - Harieke Kortooms (3 afleveringen, 2017)
- SpangaS de Campus - Directeur Femke Goedhart (2020-2022)
- Oogappels - Suzan (2020)
- Lieve Mama - Emily Poelman (2020)
- De TV Kantine - Wendy van Dijk (2021)
- Zussen - Margot Hendriks (6 afleveringen, 2024)

### Film
- Tasten in het duister - Nora ten Have (1996)
- De trip van Teetje - Karin (1998)
- De Fûke - Mirjam (2000)
- Down - zwangere vrouw in lift (2001)
- Sint - Moeder van Lisa (2010)
- Mijn vader is een detective: The Battle - Carina Castello (2012)
- De Marathon - Jolanda (2012)
- Tussen 10 en 12 - Politieagente (2014)
- Bon Bini Holland - Mevrouw van Vleuten (2015)
- Familieweekend - Marloes (2016)
- Het verlangen - Jeanne van Schaik (2017)
- Bon Bini: Judeska in da House - Liselot (2020)
- Ome Cor - Germaine (2022)
- De Break-Up Club - Cato (2024)

## Presentatrice
RTL 5:
- Vrienden houden huis (2006-2008)

RTL 4:
- Bestemming Nederland (2008)
- 4ME (2009-2010)
- Mijn Tweede Thuis (2009)
- Ik kom bij je eten (2010)

SBS6:
- ShowVandaag (2013-2014)